# Abraxas pantherata
Abraxas pantherata là một loài bướm đêm trong họ Geometridae.